# Lynn Jamieson
Lynn Jamieson (* 1952) ist eine britische Soziologin und Professorin an der School of Social and Political Science der
University of Edinburgh. Dort machte sie auch das Master-Examen und wurde zur Ph.D. promoviert. Ihr Forschungsgebiet sind Familien- und Beziehungssoziologie. Von 2014 bis 2017 amtierte sie als Präsidentin der British Sociological Association.

## Schriften (Auswahl)
- Mit Roona Simpson: Living alone. Globalization, identity, and belonging.  Palgrave Macmillan, Houndsmills/New York 2013, ISBN 9780230271920.
- Intimacy. Personal relationships in modern societies. Polity Press, Cambridge/Malden 1998, ISBN 0745615732.
- Mit Beverley Brown und Michele Burman: Sex crimes on trial. The use of sexual evidence in Scottish courts. Edinburgh University Press, Edinburgh 1993, ISBN 0748604081.
- Mit  Claire Toynbee: Country bairns. Growing up 1900-1930.  Edinburgh University Press, Edinburgh 1992, ISBN 0748603735.